# Thecla hamila
Thecla hamila är en fjärilsart som beskrevs av Jones 1912. Thecla hamila ingår i släktet Thecla och familjen juvelvingar. Inga underarter finns listade i Catalogue of Life.